# Embia brevispina
Embia brevispina är en insektsart som beskrevs av Ross 2006. Embia brevispina ingår i släktet Embia och familjen Embiidae. Inga underarter finns listade i Catalogue of Life.